# 白口城址
白口城址是一处汉代至南北朝时期古城的遗址，位于江西省泰和县塘洲镇洲头村赣江南岸，是江西省目前发现保存最好、面积最大的汉晋时期城址。有考古学家认为白口城是汉庐陵县的县治及庐陵郡、西昌县（今泰和县）建置前期的郡、县治，是庐陵文化的发源地。2006年5月，被中国国务院公布为第六批全国重点文物保护单位。白口城又名高城，“高城遗雉”是明代西昌八景之一。

## 遗址现状
白口城址于1980年代文物普查时发现，2001年9月到10月江西省文物考古研究所和泰和县博物馆一起进行了试掘，2004年12月正式发掘。出土了数百件春秋战国至汉晋时期的文物。考古发现，该城始筑于西汉，延用至东晋末年前后。
白口城址总面积达23万平方米，形状呈倒梯形，分为内城和外城。外城长1941米，大部分保存完好。内城呈方形，位于城内北侧，长861米，面积4.3万平方米。现发现城门10处，其中内城西北门为“凹”形结构，似为“瓮城” 。城墙为土筑，城外有护城河，由南往北流入赣江。航空遥感拍摄的照片显示，白口城址保存较为完好，古城的布局、结构非常清晰。

## 历史与传说
据《南史》、《陈书》等记载，南朝梁侯景之乱时，大宝元年（550年），陈霸先自岭南引军讨伐侯景，坐镇南康。高州刺史李迁仕在宁都人刘蔼等资助下，顺赣江而下，进击陈霸先。陈霸先派遣杜僧明据白口城加固城墙抵御，李迁仕则于其东面筑古城相对。次年，杜僧明攻破古城，俘虏李迁仕，送往南康斩首。是年六月，陈霸先进军西昌，驻白口城，当时“有龙见于水滨，高五丈许，五采鲜耀，军民观者数万人”，陈霸先一时威望大振，数年后代梁称帝建立了陈朝。
26°46′37″N 114°52′19″E / 26.77694°N 114.87194°E